# Droit souple
 (mai 2017).
Le droit souple, ou droit flexible, ou droit mou au Québec (en anglais : soft law), est un ensemble de règles dont la « juridicité » est discutée. Ce sont des règles de droit non obligatoires, ce qui est a priori contraire à l'essence du droit. A priori, car dans la pratique, il y a de nombreuses lois dont l'application est peu sanctionnée et/ou contrôlée, ce qui tend parfois à complexifier la distinction entre « droit mou » et « droit dur » (Klarsfeld et Delpuech, 2008).
On trouve la notion de droit mou ou souple en droit international dès 1930. Plus récemment en droit de l'environnement, mais aussi dans les constitutions (la nature même des droits-créances) et les lois contemporaines. Un texte crée du droit mou quand il se contente de conseiller sans poser d'obligation juridiquement sanctionnée. Par exemple, une déclaration est non contraignante, contrairement à un traité.
Les textes de droit mou peuvent toutefois parfois avoir des effets juridiques, en influençant l’interprétation des normes contraignantes ou en orientant les pratiques des acteurs publics et privés.

## Terminologie
Pour le gouvernement du Canada, l'anglais soft law se traduirait par droit non contraignant (juridiquement). Le concept de droit souple inclurait trois variantes:  droit flou (sans précision), droit doux (sans obligation), droit mou (sans sanction).
D'autres traductions de soft law existent: en langue française: droit mou, droit souple, droit assourdi ou droit vert.
La définition de la soft law n'est pas la même selon en droit administratif français et en droit de l'Union européenne.

## Forme
Le droit souple émis par des acteurs publics ou privés peut être porté par des instruments sous différentes dénominations, notamment recommandations, normes techniques, référentiels, bonnes pratiques, contrats-types, chartes, codes de bonne conduite ou lignes directrices.

## Droit international
De nombreux textes de droit international n'ont pas de caractère contraignant et constituent du droit mou. Par exemple, le Pacte mondial sur les migrations conclu à Marrakech vise à promouvoir « des migrations sûres, ordonnées et régulières ». Ce document n'a pas de caractère contraignant mais possède une force morale importante car la majeure partie de la communauté internationale y a adhéré. De plus, le document énonce des pratiques optimales que plusieurs États pourraient vouloir suivre. Les mémorandums d’entente sur le contrôle par l’État portuaire de la sécurité des navires commerciaux constituent un autre exemple de droit mou en droit international, ainsi que la gestion d'internet par les Request for Comments.
Un autre exemple est la COP 21.

## Droit par pays

### Canada
Dans l'arrêt de principe Morin c. Blais de la Cour suprême du Canada, la Cour énonce que la violation d'une norme élémentaire de prudence contenue dans la soft law fait présumer le lien de causalité entre la faute et le préjudice. Dans la décision Zaccardo c. Chartis Insurance Company of Canada, la Cour supérieure du Québec a appliqué cette règle dans le contexte d'une violation des règles d'une ligue de hockey par un joueur qui a commis une mise en échec par-derrière interdite par Hockey Canada et qui a rendu un autre joueur tétraplégique. Ce qu'il faut retenir de l'arrêt Zaccardo, c'est que la violation d'une règle élémentaire de prudence de type soft law (par ex. règle sportive, règle d'hygiène, règle de sécurité) va faire présumer le lien causal entre la faute et le dommage.

### France
Les juristes français ont pu également parler de « flexible droit », « droit flou », « droit gazeux » et considèrent presque unanimement que le phénomène est déterminant dans l'inflation législative, et dénature la notion même de loi. C'est le rapport d'étude du conseil d'État français 2013, consacré au droit souple, qui entérine l'usage de la notion en droit français.
Le Conseil constitutionnel, depuis 2004, censure les dispositions législatives sans portée normative comme contraires à la notion de loi ressortant de la Constitution, mais il ne censure pas les dispositions de portée normative incertaine, qui constituent à proprement parler ce droit mou qui prescrit un comportement mais ne le rend pas expressément obligatoire.
Dans son rapport de 2013, le Conseil d’État entend encadrer le droit souple qui est depuis longtemps source d'insécurité juridique, comme il le dénonce dans son rapport public de 1991. Ce rapport annuel sur le droit souple s'inspire notamment de la théorie développée par Catherine Thibierge dans Le droit souple, Réflexion sur les textures du droit. Le Conseil d'État emprunte la théorie selon laquelle la distinction entre droit souple et droit dur ne serait pas binaire mais graduelle.

### Royaume-Uni[16]
Le droit mou est utilisé au Royaume-Uni en matière de corruption depuis l'entrée en vigueur du UK Bribery Act en 2010. Dans les pays de common law, les objectifs d'une loi lui sont intégrés et personne n'y trouve à redire, puisque cela facilite l'interprétation de la loi. La jurisprudence constitutionnelle britannique n'annule pas les dispositions de droit mou, les considérant comme des absences de normes, donc pas attaquables.

## Voir aussi

Une vision artistique du droit mou.